# Geher-Länderkampf der Männer 1969 Großbritannien – BR Deutschland
| 1. Leichtathletik-Länderkampf mit bundesdeutscher Beteiligung 1969 | 1. Leichtathletik-Länderkampf mit bundesdeutscher Beteiligung 1969 |
| ------------------------------------------------------------------ | ------------------------------------------------------------------ |
|                                                                    |                                                                    |
| Geher-Vergleich der Männer: Großbritannien – BR Deutschland        |                                                                    |
| Austragungsort                                                     | Bexley                                                             |
| Wettbewerbe                                                        | 2                                                                  |
| Datum                                                              | 3. Mai                                                             |
| 1. GBR 2. FRG                                                      | 25 Punkte 19 Punkte                                                |
| Chronik                                                            |                                                                    |
| ← letzter LK 1968: 00FRG-FRA-SUI Zehnkampf (M)                     | FRG-NLD-SUI Straßenlauf (M) →                                      |

Der erste Vergleich des Länderkampfjahres 1969 war eine Begegnung der Geher. Am 3. Mai in Bexley kam es zum ersten Mal zu einem Aufeinandertreffen mit den Gehern aus Großbritannien in einem Zweiländervergleich. Im Vorjahr waren die beiden Teams allerdings schon einmal aufeinandergetroffen, als mit der Tschechoslowakei ein drittes Land mit am Wettkampf beteiligt war. Damals hatten die britischen Sportler knapp vor den bundesdeutschen Vertretern gelegen.

## Wettbewerbe und Modus
Mit dem Straßengehen über 20 und 35 Kilometer standen wie gewohnt zwei Wettbewerbe auf dem Programm. Jede Nation stellte vier Geher je Wettbewerb, von denen die drei Besten mit folgender Punkteverteilung gewertet wurden: 1. Platz: 7 P / 2. Pl.: 5 P / 3. Pl.: 4 P / 4. Pl.: 3 P / …

## Ergebnis
Mit den Rängen eins, zwei und vier dominierten die britischen Geher den 20-km-Wettbewerb deutlich. Auf der längeren Strecke lagen die bundesdeutschen Teilnehmer mit ihren Rängen eins, vier und fünf knapp vorn. Das reichte jedoch nicht, um den Vorsprung der Briten wettzumachen. So mussten die bundesdeutschen Sportler sich wie im Dreiländervergleich des letzten Jahres ihren Kontrahenten geschlagen geben. Großbritannien siegte am Ende mit 25 zu neunzehn Punkten.

## Resultate

### 20-km-Straßengehen
| Platz | Athlet             | Land | Zeit (h)  |
| ----- | ------------------ | ---- | --------- |
| 1     | Paul Nihill        | GBR  | 1:30:18,4 |
| 2     | Peter Fullager     | GBR  | 1:30:49,0 |
| 3     | Bernhard Nermerich | FRG  | 1:34:53,8 |
| 4     | John Webb          | GBR  | 1:36:06,0 |
| 5     | Robert Hughes      | GBR  | 1:37:10,0 |
| 6     | Gerd Schuth        | FRG  | 1:37:35,8 |
| 7     | Heinz Mayr         | FRG  | 1:39:47,2 |
| 8     | Rolf Jannsen       | FRG  | 1:44:07,4 |

### 35-km-Straßengehen
| Platz | Athlet               | Land | Zeit (h)  |
| ----- | -------------------- | ---- | --------- |
| 1     | Horst-Rüdiger Magnor | FRG  | 2:58:56,4 |
| 2     | Ray Middleton        | GBR  | 3:03:51,0 |
| 3     | Shaun Lightman       | GBR  | 3:05:47,8 |
| 4     | Gerhard Weidner      | FRG  | 3:08:15,0 |
| 5     | Jörg Voswinckel      | FRG  | 3:09:50,0 |
| 6     | William Sutherland   | GBR  | 3:10:30,0 |
| 7     | George Chaplin       | GBR  | 3:12:24,2 |
| 8     | Hannes Koch          | FRG  | 3:24:33,2 |